# Польові Козильяри
Польові Козилья́ри (рос. Полевые Козыльяры, чув. Хĕрлĕçыр) — присілок у складі Яльчицького району Чувашії, Росія. Входить до складу Сабанчинського сільського поселення.
Населення — 127 осіб (2010; 133 у 2002).
Національний склад:
- чуваші — 100 %